# Sylvester Byder
Sylvester Byder (født 14. august 1999) er en dansk skuespiller.
Byder er søn af skuespiller Anne Sofie Espersen og skuespiller Søren Byder, samt nevø til tidligere politiker Lene Espersen.

## Filmografi

### Film
| År   | Film               | Rolle         |
| ---- | ------------------ | ------------- |
| 2013 | MGP Missionen      | Karl          |
| 2020 | De forbandede år   | Valdemar Skov |
| 2020 | Erna i krig        | Kalle Jensen  |
| 2020 | Natsværmer         | Kasper        |
| 2022 | De forbandede år 2 | Valdemar Skov |
| 2022 | Smuk               | Emil          |
| 2023 | Synkefri           | Henrik        |
| 2023 | Mr. Freeman        | Ronnie        |
| 2023 | Poke               | Lucas         |

### TV
| År   | Titel                  | Rolle         |
| ---- | ---------------------- | ------------- |
| 2014 | 1864                   | Laust (12 år) |
| 2019 | Fred til lands         | Kasper        |
| 2022 | Drenge                 | Robin         |
| 2023 | Buster bliver bortført | Sylvester     |